# الكنزرة
الكنزرة  (بالفرنسية: EL GANZRA)‏ هي سدّ وجماعة قروية تابعة لإقليم الخميسات ضمن جهة الرباط سلا القنيطرة بالمغرب. يقع بين مدينتي الخميسات وسيدي قاسم. بلغ مجموع عدد سكان جماعة الكنزرة حسب إحصاءات 2004 حوالي 13404 نسمة يعيشون في 2107 أسرة.